# Бански манастир
Вижте пояснителната страница за други значения на Свети четиридесет мъченици.
Банският манастир „Свети 40 севастийски мъченици“ (на македонска литературна норма: Бански манастир „Свети 40 севастиски маченици“) е мъжки манастир в струмишкото село Банско, Северна Македония, част от Струмишка епархия на неканоничната Македонска православна църква.
Манастирът е разположен на пътя от Баня Банско към центъра на селото, в подножието на Беласица, на ридесто плато, издигнато над Струмишкото поле. Манастирът е възобновен на място, което традиционно носи името Свети четиридесет. В селото има останки от средновековен храм, посветен на 40-те севастийски мънечиници, изграден като епископски. Църквата не е била вече епископска църква по време на епископ Мануил Струмишки във втората половина на XI век и може да се предположи, че е от Комниново време, когато са издигнати доста сакрални обекти. От ноември 2004 година в манастира активно работи печатницата „Свети Теодосий Синайски“ с книговезница.
Една от иконите в храма е на Аврам Дичов.